# Idgia griseolineata
Idgia griseolineata is een keversoort uit de familie Prionoceridae. De wetenschappelijke naam van de soort is voor het eerst geldig gepubliceerd in 1934 door Pic.